# Tethya socius
Tethya socius är en svampdjursart som beskrevs av Sarà, Gómez och Sarà 200. Tethya socius ingår i släktet Tethya och familjen Tethyidae. Inga underarter finns listade i Catalogue of Life.